# Bitwa pod Queenston Heights
Bitwa pod Queenston Heights – bitwa wojny brytyjsko-amerykańskiej 1812 roku, która odbyła się 13 października 1812.
Dowodzący wojskami brytyjskimi generał Isaac Brock, spodziewał się pierwszego ataku na fortyfikację Fort George położoną w okolicy Niagara-on-the-Lake. Zamiast tego, siły amerykańskie przekroczyły granicę powyżej wodospadu Niagara. Brock pośpiesznie opuścił Fort George i udał się na czele tysięcznego oddziału na spotkanie armii agresorów. Prowadził ją generał Stephen van Renselaer. Składały się one z sześciotysięcznego oddziału milicji, słabo zorganizowanej i źle wyszkolonej.
Oba oddziały spotkały się pod Queenston Heights w czasie, gdy Amerykanie przeprawiali się przez rzekę. Początek bitwy był korzystny dla Amerykanów. Awangarda ich wojsk zdołała przechwycić brytyjską baterię artylerii. Amerykanie zdołali oddać kilka salw artyleryjskich w stronę linii brytyjskich, zanim kontratak przeprowadzony przez generała Rogera Sheaffe odbił działa. W tym samym czasie sprzymierzeni z Brytyjczykami Indianie Mohawk pod wodzą Johna Nortona uderzyli na tyły amerykańskie. Wobec paniki jaką wywołał atak, pozostała część wojsk amerykańskich, znajdująca się jeszcze za rzeką, odmówiła udziału w walce. Amerykanie zmuszeni zostali do wycofania się, tracąc wielu zabitych i wziętych do niewoli.
Ze strony brytyjskiej zginął dowodzący wojskami Isaac Brock. Jego jaskrawoczerwony płaszcz był łatwym celem dla amerykańskich strzelców wyborowych i podczas organizowania jednego z brytyjskich ataków generał został zastrzelony.